# Hardenbergische Kohlenbergwerke
Die Hardenbergische Kohlenbergwerke sind ein ehemaliges Steinkohlenbergwerk in Essen-Kupferdreh-Dilldorf. Das Bergwerk wurde auch Gesellschaft der Hardenbergischen Kohlenbergwerke genannt.

## Geschichte

### Die Anfänge
Das Bergwerk wurde im Jahr 1838 als erste Aktiengesellschaft im Ruhrbergbau gegründet. Beteiligt an der Gesellschaft waren die Zechen Gabe Gottes, Petersburg, Augustus Erbstollen aus Essen-Kupferdreh sowie das Längenfeld Vereinigte Caroline in Essen-Kupferdreh/Hinsbeck. Die Grubenfelder wurden für einen geplanten gemeinsamen Tiefbaubetrieb zusammengefasst. Im Stollenbau wurde bereits Abbau betrieben, das Stollenmundloch der Stollenanlage befand sich in der Nähe des Kupferhammers. Für den Übergang zum Tiefbau wurde noch im selben Jahr damit begonnen, die gemauerten Seigerschächte 1 und 2 abzuteufen. Für beide Schächte war jeweils eine Teufe von 120 Lachtern geplant. Im Jahr 1839 wurde auch weiterhin im Stollenbau abgebaut und am Schacht 1 wurde eine Dampfmaschine für die Wasserhaltung installiert. Die 1. Tiefbausohle wurde noch im selben Jahr bei einer Teufe von 35 Lachtern angesetzt. Der Schacht 2 wurde mit einem Pferdegöpel ausgestattet, die Stollensohle befand sich bei 8¾ Lachtern, außerdem wurde bei einer Teufe von 30⅞ Lachtern die 1. Tiefbausohle angesetzt. Noch im selben Jahr wurde im Tiefbau mit der Förderung begonnen.

### Die weiteren Jahre
Am 14. März des Jahres 1840 wurde die Aktiengesellschaft staatlich genehmigt und eingetragen. Im Stollenbau wurde weiter abgebaut und an Schacht 2 wurde eine Dampffördermaschine aufgestellt. Der Pferdegöpel von Schacht 2 wurde nach Schacht 1 umgesetzt. Es wurde eine 345 Lachter lange Anschlussbahn für den übertägigen Abtransport der Kohlen zur Prinz Wilhelm-Bahn gebaut. Da die unterhalb der Stollensohle vorhandenen Lagerstättenvorräte nur noch gering waren und die für den Tiefbau erstellten Anlagen zu groß waren, bekam die Gesellschaft in den Folgejahren finanzielle Probleme. Im Jahr 1841 wurde auch weiterhin im Stollenbau abgebaut, ab dem Stollenmundloch wurde eine 511 Lachter lange Schienenbahn bis zum Zechenhaus verlegt. Im selben Jahr soff Schacht 1 ab und musste gesümpft werden. Im Schacht 2 wurde bei einer Teufe von 32⅞ Lachtern die Sumpfsohle angesetzt. Im selben Jahr wurde damit begonnen, den Schacht 3 abzuteufen, dieser Schacht hatte eine runde Schachtscheibe und war innen gemauert. Am 3. Juli desselben Jahres wurden die Geviertfelder Petersburg, Gabe Gottes und Augustus verliehen. Aus wirtschaftlichen Gründen war in diesem Jahr ein Zuschuss von 40.000 Talern erforderlich. Im Jahr 1842 wurde am Schacht 2 die Sumpfsohle zur 1. Fördersohle umgewandelt. Schacht 3 wurde weiterhin von über Tage geteuft und erreichte eine Teufe von 67 Metern gemessen ab der 32-Lachter-Sohle, bei einer Teufe von 107 Metern wurde die 2. Sohle angesetzt. Auch in den Folgejahren waren weitere Zuschüsse für den Ausbau des Bergwerks erforderlich.

### Die letzten Jahre
Der Abbau erfolgte zunächst weiter im Stollenbau. Ab Sommer des Jahres 1843 wurde der Stollenbau außer Betrieb genommen. Im Schacht 3 wurde bei einer Teufe von 84 Metern die 1. Sohle angesetzt. Zwischen den Schächten 1 und 2 wurde auf der 2. Sohle und auf der 32-Lachter-Sohle ein Durchschlag erstellt. Im Jahr 1845 wurden wiederum Zuschüsse erforderlich, dieses Mal mussten mehr als 40.000 Taler zugeschossen werden. Im Februar desselben Jahres wurde die Zeche stillgelegt, die Pumpen wurden abgestellt und die Grubenbaue soffen ab. Im Mai desselben Jahres wurden die Schächte abgedeckt und die Gesellschaft aufgelöst. Damit das Grubenfeld nicht ins Bergfreie fiel, wurde im Jahr 1859 oberhalb der Stollensohle wieder geringfügig Abbau betrieben. Am 27. März des Jahres 1861 konsolidierten die Zechen Petersburg, Gabe Gottes und der Augustus Erbstollen zur Zeche Vereinigte Petersburg. Im Jahr 1866 kam es zur endgültigen Stilllegung.

## Förderung und Belegschaft
Die ersten bekannten Förderzahlen stammen aus dem Jahr 1838, damals wurde eine Förderung von 1720¾ preußischen Tonnen Steinkohle im Stollenbau erbracht. Im Jahr 1840 wurden 4174¼ preußische Tonnen gefördert. Die einzigen bekannten Belegschaftszahlen stammen aus dem Jahr 1841, damals waren 147 Bergleute beschäftigt, die eine Förderung von 268.325 Scheffeln Steinkohle erbrachten. Die letzten bekannten Förderzahlen des Bergwerks stammen aus dem Jahr 1842, in diesem Jahr wurden 16.858 Tonnen Steinkohle gefördert.